# Луций Целий Антипатър
Вижте пояснителната страница за други личности с името Антипатър.
Луций Целий Антипатър (на латински: Lucius Coelius Antipater; * 180 пр.н.е.; † 120 пр.н.е.) e римски юрист и историк.
Той е учител по реторика и философия. Неговият най-известен ученик e Луций Лициний Крас (консул 95 пр.н.е.).
През последната трета на 2 век пр.н.е. той пише историческа монография в Рим, историята на Втората пуническа война в седем книги с титлата Historiae, но Цицерон я нарича Bellum Punicum. Произведението е запазено до днес само фрагментно. Използва като източници историците Квинт Фабий Пиктор, Марк Порций Катон Стари и също Silenos от Kaleakte (придружителят на Ханибал в походите). Произведението му има дълго влияние, Марк Юний Брут пише за него епитоми, император Адриан го харесва. Използван е като източник от Тит Ливий, Вергилий, Валерий Максим и Фронтин.

## Издания
- Hans Beck / Uwe Walter: Die Frühen Römischen Historiker II. Von Coelius Antipater bis Pomponius Atticus. WBG, Darmstadt 2004, S. 35 – 83, ISBN 3-534-14758-8.